# حلقه نخست
حلقهٔ نخست (انگلیسی: The First Circle) یک تله‌فیلم درام کانادایی-فرانسوی است که در سال ۱۹۹۲ منتشر شد.

## بازیگران
- اف. موری آبراهام در نقش ژوزف استالین
- ویکتور گاربر
- کریستوفر پلامر
- رابرت پاول